# Al-Midajna
Al-Midajna (arab. المدينة) – miasto w Iraku, w muhafazie Basra. W 2009 roku liczyło 25 554 mieszkańców.